# 吉日嘎朗图镇
吉日嘎朗图镇，是中华人民共和国内蒙古自治区鄂尔多斯市杭锦旗下辖的一个乡镇级行政单位。

## 行政区划
吉日嘎朗图镇下辖以下地区：
康兴社区、麻迷图村、苏布日格村、碱柜村、光前村、乃玛岱村、五苗树村、三苗树村、光茂村、巴音村、光永村、格更召嘎查和黄介壕嘎查。